# Pasajes (pintor)
José Luis Martínez Gorgues, conocido como Pasajes (Arrigorriaga, 17 de noviembre de 1929), es un pintor español.
Pinta y firma con el nombre artístico de Pasajes y ha dedicado gran parte de su vida como artista a plasmar paisajes y rincones de Pasajes-Pasaia, donde residió 53 años.

## Biografía
Licenciado, investigador y doctorado en Bellas Artes por la Universidad de Barcelona, Pasajes nació 'por casualidad' el 17 de noviembre de 1929 en el municipio vizcaíno de Arrigorriaga. Su familia es originaria de la villa guipuzcoano de Pasaia, donde vivió su infancia y juventud. Se licenció en Bellas artes por la universidad de Barcelona, donde hizo el doctorado.

## Obra
Se dedicó al principio casi exclusivamente a plasmar rincones de Pasajes-Pasaia, lleva realizadas más de mil seiscientas obras. Su principal sistema de trabajo ha sido el encargo y domina la técnica de pintura al óleo sobre lienzo, principalmente con espátula.